# Tipula (Microtipula) didactyla
Tipula (Microtipula) didactyla is een tweevleugelige uit de familie langpootmuggen (Tipulidae). De soort komt voor in het Neotropisch gebied.